# Karsten Garscha
Karsten Garscha (* 16. März 1938 in Großenhain) ist ein deutscher Literaturwissenschaftler. Er war Professor für Romanistik an der Goethe-Universität Frankfurt am Main. Neben einer Vielzahl von publizistischen Tätigkeiten gab er auch eine Lyrik-Gesamtausgabe sowie diverse Einzelausgaben von Pablo Neruda heraus.

## Leben und Wirken
Karsten Garscha studierte von 1959 bis 1965 Romanische und Klassische Philologie in München, Lausanne und Frankfurt am Main. Er deckte somit Französisch, Spanisch und Italienisch ebenso ab wie Latein und Griechisch. Von 1965 bis 1969 arbeitete er als Wissenschaftlicher Assistent an der Johann Wolfgang Goethe-Universität Frankfurt am Main. Von 1969 bis zur Erlangung des Doktorgrades 1970 war er Studienreferendar an der Frankfurter Universität. Darauf folgte ein Jahr als Studienassessor und ein weiteres als Wissenschaftlicher Assistent. 1972 wurde er selbst Professor für Romanische Philologie an der Goethe-Universität Frankfurt am Main.
Nicht zuletzt wegen einer sich aufgrund der politischen Situation in ihrem Heimatland erhöhenden Zahl an chilenischen Studierenden betrieb er 1973 eine Erweiterung der Lehrinhalte um lateinamerikanische Hispanistik. Außerdem gründete er mit Kollegen anderer Universitäten die diesbezügliche Zeitschrift Iberoamericana. Nach erfolgreicher Etablierung des neuen Zweiges gab er den Anstoß zur Ausweitung des galloromanischen Bereichs über Frankreich hinaus zur Frankophonie, insbesondere Afrikas und der Karibik. Er beteiligte sich auch an der Organisation von Buchmessen: einmal mit der Gastregion Lateinamerika, das andere Mal mit Schwarzafrika als Schwerpunktthema. 1978 wurde er Dekan im Fachbereich Neuere Philologien. Zum Beauftragten für die Partnerschaftspflege mit den Universitäten von Lyon wurde er 1979 berufen.
Im Jahr 2003 hatte er die Altersgrenze erreicht und wurde emeritiert.

## Zitat über Garscha
„Der Romanist Prof. Dr. Dr. h.c. Karsten Garscha hat über drei Jahrzehnte das Institut für Romanische Sprachen und Literaturen als einer seiner profiliertesten Hochschullehrer grundlegend geprägt, es in Forschung und Lehre entscheidend mitgestaltet und im In- und Ausland hervorragend repräsentiert.“

## Auszeichnungen
- 1981: Chevalier dans l’Ordre des Palmes Académiques
- 1991: Officier dans l’Ordre des Palmes Académiques

## Publikationen

### Monografien (Autor)
- Hardy als Barockdramatiker. Eine stilistische Untersuchung (= Europäische Hochschulschriften/European University Studies/Publications Universitaires Européennes; Band 10). Verlag Peter Lang, Frankfurt am Main 1971, ISBN 3-261-00205-0.
- (mit Horst G. Klein:) Einführung in die Lateinamerikastudien am Beispiel Peru. Niemeyer, Tübingen 1979, ISBN 3-484-50134-0.

### Monografien, Anthologien, Aufsatzsammlungen (Herausgeber)
- Der Dichter ist kein verlorener Stein. Über Pablo Neruda. Luchterhand, Darmstadt/Neuwied 1981, ISBN 3-472-86530-X.
- (mit Dieter Riemenschneider:) Afrikanische Schriftsteller im Gespräch. Die Funktion der modernen afrikanischen Literaturen. Hammer, Wuppertal 1983, ISBN 3-87294-220-4.
- Lesebuch Dritte Welt. Band 2: Neue Texte aus Afrika, Asien, Lateinamerika (= Peter-Hammer-Taschenbuch; Nr. 18). Hammer, Wuppertal 1984, ISBN 3-87294-234-4.
- Ecrire après Auschwitz. Mémoires croisées France – Allemagne (= Collection Passages). Presses Université de Lyon, Lyon 2006, ISBN 2-7297-0784-0.

### Neruda-Ausgaben (Herausgeber)
- Pablo Neruda: Der große Gesang. Gedichte (= Sammlung Luchterhand; Nr. 422). Luchterhand, Darmstadt/Neuwied 1984, ISBN 3-472-61422-6.
- Pablo Neruda: Extravaganzbrevier (= Sammlung Luchterhand; Nr. 532). Luchterhand, Darmstadt/Neuwied 1984, ISBN 3-472-61532-X.
- Pablo Neruda: Memorial von Isla Negra (= Sammlung Luchterhand; Nr. 533). Luchterhand, Darmstadt/Neuwied 1985, ISBN 3-472-61533-8.
- Pablo Neruda: Elementare Oden (= Sammlung Luchterhand; Nr. 421). Luchterhand, Darmstadt/Neuwied 1985, ISBN 3-472-61421-8.
- Pablo Neruda: Die Trauben und der Wind (= Sammlung Luchterhand; Nr. 534). Luchterhand, Darmstadt/Neuwied 1986, ISBN 3-472-61534-6.
- Pablo Neruda. Das lyrische Werk. Luchterhand, Darmstadt/Neuwied, 1984 (Band 1)/1985 (Band 2)/1986 (Band 3), ISBN 3-472-86555-5 (Band 1)/ISBN 3-472-86590-3 (Band 2)/ISBN 3-472-86591-1 (Band 3).
- Pablo Neruda: Seefahrt und Rückkehr (= Sammlung Luchterhand; Nr. 535). Luchterhand, Darmstadt/Neuwied 1987, ISBN 3-472-61535-4.
- Pablo Neruda: Die Hände des Tages (= Sammlung Luchterhand; Nr. 536). Luchterhand, Darmstadt/Neuwied 1987, ISBN 3-472-61536-2.
- Pablo Neruda: Letzte Gedichte (= Sammlung Luchterhand; Nr. 537). Luchterhand-Literaturverlag, Darmstadt 1988, ISBN 3-630-61537-6.
- Pablo Neruda. Die Gedichte. Luchterhand, München 2009, ISBN 978-3-630-87316-9 (3 Bände in Kassette).

### Nachworte
- Juan Goytisolo: Johann ohne Land. Suhrkamp, Frankfurt am Main 1981, ISBN 3-518-02943-6.
- César Vallejo: Pariser Gedichte (aus dem Nachlaß) des César Vallejo (= 16er-Reihe). Dielmann, Frankfurt am Main 1998, ISBN 3-929232-76-6.

### Aufsätze (Auswahl)
- Augusto Roa Bastos. In: Wolfgang Eitel (Hrsg.): Lateinamerikanische Literatur der Gegenwart (= Kröners Taschenausgabe; Band 462). Kröner, Stuttgart 1978, ISBN 3-520-46201-X, S. 436–451.
- Abhängigkeit und Befreiung. Zur Geschichte der lateinamerikanischen Literatur. In: Iberoamericana, 1/1977, S. 18–35, 4/1978, S. 18–37, 5/1979, S. 3–34. 1979
- Die spanische und hispanoamerikanische Literatur. In: Thomas Koebner (Hrsg.): Neues Handbuch der Literaturwissenschaft, Band 20: Zwischen den Weltkriegen. Aula-Verlag, Wiesbaden 1983, ISBN 3-7997-0770-0, S. 391–416.
- Zum Phänomen der (fingierten) Mündlichkeit in der lateinamerikanischen Erzählliteratur. In: Birgit Scharlau (Hrsg.): Bild – Wort – Schrift. Beiträge zur Lateinamerika-Sektion des Freiburger Romanistentages. Narr, Tübingen 1989, ISBN 3-8233-4040-9, S. 121–130.
- Le labyrinthe tragique de l’Amérique Latine. La structure de base des romans de García Márquez. In: Jacques Poulet (Hrsg.): Hommage à Simone Saillard. Université de Lyon II, Lyon 1998, S. 251–268.
- Hypotexte in Pantaleón y las visitadoras. In: José Morales Saravia (Hrsg.): Das literarische Werk von Mario Vargas Llosa. Akten des Colloquiums im Ibero-Amerikanischen Institut, Berlin 5.–7. November 1998 (= Bibliotheca Ibero-Americana; Band 74). Vervuert, Frankfurt am Main 2000, ISBN 3-89354-574-3, S. 83–98.
- Europa und Lateinamerika bei Alejo Carpentier. Eine polemische Revision. In: Sabine Lang u. a. (Hrsg.): „Miradas entrecruzadas“. Diskurse interkultureller Erfahrung und deren literarische Inszenierung. Beiträge eines Hispanoamerikanistischen Forschungskolloquiums zu Ehren von Dieter Janik (= Bibliotheca Ibero-Americana; Band 87). Vervuert, Frankfurt am Main 2002, ISBN 3-89354-587-5, S. 225–238.
- Rayuela – Himmel und Hölle. In: Klaus-Dieter Ertler (Hrsg.): Romanistik als Passion. Sternstunden der neueren Fachgeschichte (= Fachgeschichte: Romanistik; Band 1). LIT-Verlag, Wien 2007, ISBN 978-3-8258-0273-8, S. 119–142.

## Festschriften, Würdigungen und Widmungen
- Claudius Armbruster, Karin Hopfe (Hrsg.): Horizontverschiebungen. Interkulturelles Verstehen und Heterogenität in der Romania. Festschrift für Karsten Garscha zum 60. Geburtstag. Narr, Tübingen 1998, ISBN 3-8233-5188-5.
- Katja Carrillo Zeiter, Valeria Grinberg Pla (Hrsg.): Die Worte des Anderen. Eine kommentierte Anthologie afrikanischer und lateinamerikanischer Autoren. Texte von und für Karsten Garscha. Verlag Peter Lang, Frankfurt am Main/Berlin/Bern/Brüssel/New York/Oxford/Wien 2004, ISBN 3-631-51474-3.